# Giorgio di Sassonia (sacerdote)
Giorgio di Sassonia, in tedesco Friedrich August Georg Ferdinand Albert Karl Anton Paul Marcellus von Sachsen (Dresda, 15 gennaio 1893 – Berlino, 14 maggio 1943), fu principe ereditario di Sassonia dal 1904 al 1918 e poi sacerdote gesuita.

## Biografia

### I primi anni

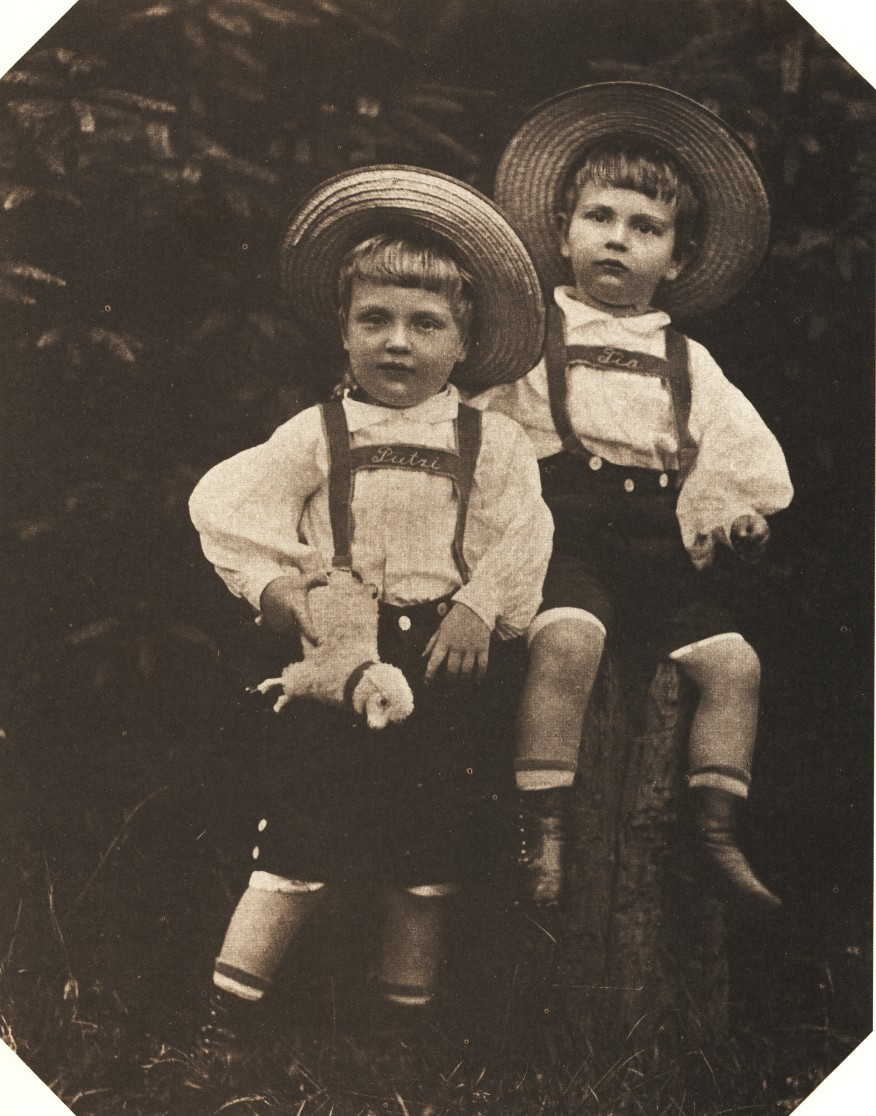
Il principe Giorgio di Sassonia (a sinistra) con il fratello Cristiano, in una fotografia di August Kotzsch del 1900 circa

Il principe Giorgio di Sassonia era il figlio primogenito dell'allora principe Federico Augusto di Sassonia e di sua moglie, l'arciduchessa Luisa d'Asburgo-Toscana.
Giorgio crebbe per gran parte della sua vita con il padre, dopo che questi si separò dalla moglie nel 1902. Federico Augusto impostò per i propri figli un tipo di educazione e di stile di vita particolarmente improntato sul cattolicesimo e in tale direzione operarono anche i suoi tutori, il che avrà un valore particolarmente importante nella sua esperienza di vita futura. All'ascesa al trono di Sassonia da parte del padre, nel 1904, Giorgio divenne principe ereditario.

### La carriera militare
Dopo i primi studi in scienze politiche e la laurea in economia conseguita all'Università di Breslavia, il principe Giorgio entrò nel 1912 nel 100º reggimento granatieri di Sassonia, ove già aveva militato suo padre, e prestò servizio nell'esercito sassone, avendo per compagno l'amico Ludwig Renn. Con questo reggimento egli prese parte alla prima guerra mondiale con il grado di capitano e venne inviato con il gruppo d'armate Gallwitz il 27 luglio 1916 sul fronte occidentale e poi su quello orientale, ricevendo la croce di cavaliere dell'Ordine militare di Sant'Enrico il 30 agosto di quello stesso anno per i particolari meriti conseguiti sul campo. Il 30 novembre 1917 il giovane principe ottenne il comando del 104º reggimento di fanteria (5° di Sassonia), incarico che mantenne sino al 22 maggio 1918.

### Da erede al trono al sacerdozio
Il crollo delle monarchie in Germania, come risultato della sconfitta subita dall'Impero dopo la prima guerra mondiale, costrinse anche suo padre Federico Augusto III ad abdicare al trono di Sassonia e tale rinuncia di diritti venne sottoscritta anche dallo stesso principe Giorgio. Questa nuova situazione dei fatti fece sì che l'ex principe ereditario potesse ora inseguire un desiderio che accarezzava sin dalla gioventù, ovvero quello di intraprendere la carriera ecclesiastica e divenire un sacerdote cattolico. Questa decisione fu molto controversa tra i sostenitori della monarchia, che credevano nel possibile ritorno al potere della monarchia sassone proprio nella persona di Giorgio. Tale decisione non mancò di destare forti dubbi anche all'interno dello stesso mondo ecclesiastico, in quanto in pochi credevano alla reale rinuncia del suo status da parte di Giorgio di Sassonia. Il padre, che ad ogni modo assecondò la sua volontà, gli consentì di studiare filosofia nel semestre invernale del 1919/20 all'Eberhard-Karls-Universität di Tubinga, per proseguire nella stessa materia all'Università di Breslavia sino al semestre invernale del 1920/21, per poi passare nel 1923 alla facoltà di teologia presso l'Albert-Ludwigs Universität di Friburgo. Durante gli anni da studente fu molto attivo nel mondo cattolico, entrando a far parte di diverse organizzazioni territoriali.
Il 15 luglio 1924 Giorgio venne ordinato sacerdote dal vescovo di Meißen e celebrò quello stesso giorno la sua prima messa nella cappella del palazzo reale di Sibyllenort. All'inizio della sua carriera sacerdotale collaborò come prete nella diocesi di Meissen. Dopo un periodo di studio nel collegio gesuita "Canisianum" di Innsbruck, nel 1925 decise di entrare a far parte dell'ordine dei gesuiti, per poi passare al collegio di Valkenburg nei Paesi Bassi dal 1928 al 1930. Tornato a Berlino, si adoperò con diverse fraternità locali al fine di promuovere l'attività cattolica in città e in Germania.

### Oppositore del nazismo
Vista la crescente propaganda antisemitica del nazionalsocialismo in Germania, già dal 1929 il principe Giorgio disse in uno dei suoi sermoni a Meißen: "L'amore è all'ordine del giorno nelle relazioni tra cattolici e protestanti e anche nei confronti dei nostri concittadini ebrei", distinguendosi ben presto come un aperto oppositore delle tendenze conservatrici. Dal 1933, con la presa di potere da parte del nazismo, il regime tentò di arginare la sua figura, in quanto riteneva che le sue idee, affiancate al suo ruolo di ex principe ereditario di una monarchia importante della Germania, potessero smuovere gli animi di una parte della società tedesca cattolica e conservatrice. Egli era visto con particolare sospetto dai cognati Federico Vittorio di Hohenzollern-Sigmaringen e Francesco Giuseppe di Hohenzollern-Emden, che erano invece sostenitori attivi del nazismo in Germania. Giorgio fu attivo nel proteggere la popolazione ebrea e con gli uomini della resistenza che organizzarono l'attentato a Hitler del 20 luglio 1944, tra cui Ulrich von Hassell e il generale Paul von Hase.
Il 14 maggio 1943 padre Giorgio di Sassonia annegò nel Groß Glienicker See, presso Berlino, dopo esservi scivolato. Il suo corpo venne ritrovato tre settimane più tardi, il 16 giugno 1943, e venne sepolto nel mausoleo della sua casata, nella Hofkirche di Dresda. Su questa morte singolare a lungo si è discusso e qualcuno ha parlato addirittura di un omicidio perpetrato in forma di incidente ad opera dei nazisti, ma in realtà l'autopsia eseguita sul corpo rivelò come il sacerdote fosse morto per un attacco cardiaco. La sua sepoltura venne violata nel 1945 da un gruppo di soldati russi, che aprirono il suo sarcofago alla ricerca del bottino di guerra della casata reale di Sassonia. Il corpo fu subito sepolto in una nuova bara, che però subì altri danni nel 2002 a causa di un'inondazione del fiume Elba che colpì la città.

## Ascendenza
|                                   |                        |                                      | Genitori                              |  |  | Nonni |  |  | Bisnonni             |  |  | Trisnonni                |  |
|                                   |                        |                                      |                                       |  |  |       |  |  | Giovanni di Sassonia |  |  | Massimiliano di Sassonia |  |
|                                   |                        |                                      |                                       |  |  |       |  |  | Giovanni di Sassonia |  |  | Massimiliano di Sassonia |  |
|                                   |                        | Carolina di Borbone-Parma            |                                       |  |  |       |  |  | Giovanni di Sassonia |  |  |                          |  |
| Giorgio di Sassonia               |                        |                                      |                                       |  |  |       |  |  | Giovanni di Sassonia |  |  |                          |  |
|                                   |                        | Amalia Augusta di Baviera            | Massimiliano I Giuseppe di Baviera    |  |  |       |  |  |                      |  |  |                          |  |
|                                   |                        | Amalia Augusta di Baviera            | Massimiliano I Giuseppe di Baviera    |  |  |       |  |  |                      |  |  |                          |  |
|                                   |                        | Amalia Augusta di Baviera            | Carolina di Baden                     |  |  |       |  |  |                      |  |  |                          |  |
| Federico Augusto III di Sassonia  |                        | Amalia Augusta di Baviera            |                                       |  |  |       |  |  |                      |  |  |                          |  |
|                                   |                        | Ferdinando II del Portogallo         | Ferdinando di Sassonia-Coburgo-Kohary |  |  |       |  |  |                      |  |  |                          |  |
|                                   |                        | Ferdinando II del Portogallo         | Ferdinando di Sassonia-Coburgo-Kohary |  |  |       |  |  |                      |  |  |                          |  |
|                                   |                        | Ferdinando II del Portogallo         | Maria Antonia di Koháry               |  |  |       |  |  |                      |  |  |                          |  |
| Maria Anna Ferdinanda di Braganza |                        | Ferdinando II del Portogallo         |                                       |  |  |       |  |  |                      |  |  |                          |  |
|                                   |                        | Maria II del Portogallo              | Pietro I del Brasile                  |  |  |       |  |  |                      |  |  |                          |  |
|                                   |                        | Maria II del Portogallo              | Pietro I del Brasile                  |  |  |       |  |  |                      |  |  |                          |  |
|                                   |                        | Maria II del Portogallo              | Maria Leopoldina d'Asburgo-Lorena     |  |  |       |  |  |                      |  |  |                          |  |
| Giorgio di Sassonia               |                        | Maria II del Portogallo              |                                       |  |  |       |  |  |                      |  |  |                          |  |
|                                   | Leopoldo II di Toscana | Ferdinando III di Toscana            |                                       |  |  |       |  |  |                      |  |  |                          |  |
|                                   | Leopoldo II di Toscana | Ferdinando III di Toscana            |                                       |  |  |       |  |  |                      |  |  |                          |  |
|                                   | Leopoldo II di Toscana | Luisa Maria Amalia di Borbone-Napoli |                                       |  |  |       |  |  |                      |  |  |                          |  |
| Ferdinando IV di Toscana          | Leopoldo II di Toscana |                                      |                                       |  |  |       |  |  |                      |  |  |                          |  |
|                                   |                        | Maria Antonia di Borbone-Due Sicilie | Francesco I delle Due Sicilie         |  |  |       |  |  |                      |  |  |                          |  |
|                                   |                        | Maria Antonia di Borbone-Due Sicilie | Francesco I delle Due Sicilie         |  |  |       |  |  |                      |  |  |                          |  |
|                                   |                        | Maria Antonia di Borbone-Due Sicilie | Maria Isabella di Spagna              |  |  |       |  |  |                      |  |  |                          |  |
| Luisa d'Asburgo-Toscana           |                        | Maria Antonia di Borbone-Due Sicilie |                                       |  |  |       |  |  |                      |  |  |                          |  |
|                                   |                        | Carlo III di Parma                   | Carlo II di Parma                     |  |  |       |  |  |                      |  |  |                          |  |
|                                   |                        | Carlo III di Parma                   | Carlo II di Parma                     |  |  |       |  |  |                      |  |  |                          |  |
|                                   |                        | Carlo III di Parma                   | Maria Teresa di Savoia                |  |  |       |  |  |                      |  |  |                          |  |
| Alice di Borbone-Parma            |                        | Carlo III di Parma                   |                                       |  |  |       |  |  |                      |  |  |                          |  |
|                                   |                        | Luisa Maria di Borbone-Francia       | Carlo di Borbone-Francia              |  |  |       |  |  |                      |  |  |                          |  |
|                                   |                        | Luisa Maria di Borbone-Francia       | Carlo di Borbone-Francia              |  |  |       |  |  |                      |  |  |                          |  |
|                                   |                        | Luisa Maria di Borbone-Francia       | Carolina di Borbone-Due Sicilie       |  |  |       |  |  |                      |  |  |                          |  |
|                                   |                        | Luisa Maria di Borbone-Francia       |                                       |  |  |       |  |  |                      |  |  |                          |  |